# Peter Bossman
Peter Bossman (Accra, Gana, 2. studenog 1955.) - slovenski liječnik i političar ganskoga porijekla.
Peter Bossman izabran je za gradonačelnika Pirana na izborima 2010. godine, kao prvi crni građanin Slovenije, koji je izabran na neku važnu političku funkciju.
Rođen je u Gani, a preselio se u Sloveniju zbog studija medicine 1970-ih, gdje je i ostao. Godine 1998. uspostavio je privatnu praksu.
Godine 2010. kao član SD-a kandidirao se za gradonačelnika Pirana na lokalnim izborima; pobijedio je u drugom krugu pobijedivši dotadašnjega gradonačelnika Tomaza Gantara s 51,4%.
O njegovoj pobjedi izvijestili su i strani mediji: Guardian ga je opisao kao prvoga crnoga gradonačelnika u Istočnoj Europi i nazvali su ga "Obama iz Pirana", [a BBC kao prvoga crnoga gradonačelnika u Sloveniji i bivšoj Jugoslaviji.